# THE IDOLM@STER 2
『THE IDOLM@STER 2』（アイドルマスター ツー）は、バンダイナムコゲームスから2011年2月24日に発売されたXbox 360用アイドル育成ゲーム。公式略称は「アイマス2」。2011年10月27日にPlayStation 3版も発売された。

## 概要
「国民的アイドルユニット」をめざし、9人の個性的なアイドルから3人組のユニットを結成してプロデュースするゲームである。Xbox 360版のキャッチフレーズは「きらめく舞台は、さらなる高みへ！」。
2010年7月3日 - 7月4日に開催されたライブ「THE IDOLM@STER 5th ANNIVERSARY The World is all one !!」において、シリーズ最新作としてXbox 360にて開発中であることが公開された。
初めてナンバリングされたが今まで同様これまでのシリーズとはストーリーの繋がりは一切無く、“もしもプロデューサーの765プロ入社が1年遅かったら?”という、独立したパラレルワールドになっており、
- 『SP』で961プロのライバルとして登場した我那覇響・四条貴音の2人が最初から765プロに在籍している。
- 765アイドル達は皆新人として既にデビューし、あまり売れないまま半年が経過している。
- 律子は一旦デビューしたものの引退してプロデューサーに転向し、現在は竜宮小町をプロデュースしている。

という設定である。ユニットではソロおよびデュオが廃止され、3人のトリオのみとなった。ただし、ライブのアンコールでのみソロやデュオのダンスシーンを見ることが可能で、クインテットライブの場合はさらに2人追加して5人でのダンスも可能である。この他、一部アイドルの私服と髪型・身長等が変更となっている。また、Xbox LIVEを使用したオンライン対戦は廃止となった。
今作ではそんな新人アイドル達9人から3人を選び、年に一度行われる一大イベント「アイドルアカデミー大賞」で大賞を受賞して国民的アイドルユニットとしてプロデュースするのが目的である。
その他大きな事項として、萩原雪歩役の声優が長谷優里奈から浅倉杏美に交代した最初の作品でもある。
初回限定特典として765プロアイドル撮り下ろし宣伝生写真（4枚）と765プロ社員証が付属する。
Xbox 360版のオンラインサービスは2017年ごろをもって終了。よって、アイドルマスター(初代)とL4UのみXbox 360でサービスが続行され、2以降のアイドルマスターはPlayStation 3以降のPSシリーズでのみプレイできるのが現状となった。

## 開発

### キャラクター設定
本作のキャラクターデザインは、『THE IDOLM@STER Dearly Stars』に引き続き、田宮清高が務めた。
開発スタッフたちは頭の中で1年後のアイドル達の姿を思い描き、たとえば真は女の子らしくなりたいという考えからロングヘアーにしているだろうということになった。
ところが、いざロングヘアーの真をデザインしてもらったところ、真好きの開発スタッフから拒絶反応を示され、最終的には初登場時とロングの中間程度の長さにおさまった。
その一方で、他のキャラクターのデザインも変えたいという希望はあったが、デザインを変えると似合わなくなるうえ、キャラクターの区別がつかなくなることから、春香や千早のように見送られたケースもある。
また、衣装についてはショッピングモールで売っているような服装が指定された。

## システム詳細

### ステージフォーユー!
THE IDOLM@STER LIVE FOR YOU!の「撮影モード」と同様にアイドルのライブシーンの撮影だけを楽しむモード。ただし楽曲のパート編集ができない、カメラワークの自由度が少ない、歌詞の消去ができないなど相違点もある。PS3版にて一部の仕様が変更され、歌詞の消去ができるようになった。
ユニット編集
ユニットの人数をソロ、デュオ、トリオ、クインテットから選択し、ステージに上がるアイドルを選ぶ。最初はプロデュースモードで選択できるアイドルしか選べないが、条件を満たすことで竜宮小町の4人も選択可能になる。
コーディネート選択
アイドルの衣装、アクセサリーを選択する。プロデュースモードで入手したアイテム、DLCで購入したアイテムが選択可能。
楽曲選択
アイドルが歌う曲を選択する。プロデュースモードで使用可能な曲、DLCで購入した曲が使用可能。ただしユニット編集でクインテットを選択した場合、使用可能な曲が限定される。
ステージ選択
アイドルが歌うステージを選択する。選択できるステージはプロデュースモードをクリアする事で増加する。また、楽曲同様ユニット編集でクインテットを選択した場合、使用可能なステージが限定される。

## 登場キャラクター
前作ではプロデュース対象アイドルだった秋月律子、水瀬伊織、三浦あずさ、双海亜美の4人はノンプレイヤーキャラクター（NPC）のライバルとして登場し、プレイヤーがプロデュースすることはできず、個別のエンディングも存在しない。NPCライバルにした理由として、石原章弘は「現実世界で5年間一緒にやってきた仲間がライバルになると圧倒的に存在感があり、物語に深みを与えることができるから」と語っている。しかしこの仕様はプレイヤーから大不評を呼び、そのことが発表された東京ゲームショウ2010のステージイベント「THE IDOLM@STER 2 765プロダクション2010年度 決起集会」の開催日時から「9.18事件」と呼ばれる炎上騒動を引き起こした。
また、これまで双海亜美と二人一役だった双海真美が「双海真美」本人として、また『SP』で登場した我那覇響・四条貴音の3人がプロデュース可能となる。
萩原雪歩役の声優は、長谷優里奈が諸事情により降板し、浅倉杏美に変更となった。社長は高木順二朗に代わり、順一朗は会長になっている。
また、主なライバルユニットは以下の通りである。
竜宮小町（りゅうぐうこまち）
プロデューサーに転向した秋月律子がプロデュースし、水瀬伊織・三浦あずさ・双海亜美が組む、主人公であるプロデューサーの入社に先んじてユニットデビューをした先輩ユニット。すでに一定の人気を獲得しており、同じ765プロ所属ではあるが、社長の方針としてライバル関係になる。PS3版のエクストラモードではIAと双璧をなすと言われるIU受賞のため、プレイヤーが手助けをすることになる。
Jupiter（ジュピター）
本作では、シリーズ初の男性アイドルユニットが登場する。メンバーは天ヶ瀬冬馬・伊集院北斗・御手洗翔太の3人。
序盤は3人それぞれソロ活動をしており、3人ユニットのジュピターとして登場するのは後半からである。
スペシャルアイドル
PlayStation 3版のみのライバルキャラクター。DLCで配信される追加キャラクターで、ストーリー展開には絡まないがゲーム中でフェスの対戦相手となる。作品の枠を越えたコラボレーションキャラクターとして初音ミクが登場しているほか、『DS』から2011年12月に日高愛、2012年3月に水谷絵理、2012年4月に秋月涼が登場。
なお、内部データ解析により後に『ミリオンライブ!』で登場する周防桃子・北上麗花・ジュリアのデータが没キャラクターとして存在していたことが判明している。

## 楽曲
（※）はXbox 360 / PS3両方、（◎）はPS3のみクインテット対応曲
- The World is all one !!（※）
- THE IDOLM@STER 2nd-mix（※）
- MEGARE!!（※）
- GO MY WAY!!（Xbox 360版から）
- My Best Friend（Xbox 360版から）
- relations（Xbox 360版から）
- shiny smile（L4Uから）
- my song（L4Uから）
- Do-Dai（L4Uから）
- キラメキラリ（CDシリーズ「MASTER ARTIST」から）
- 迷走Mind（CDシリーズ「MASTER ARTIST」から）
- 目が逢う瞬間（CDシリーズ「MASTER ARTIST」から）
- Kosmos, Cosmos（CDシリーズ「MASTER ARTIST」から）
- i（CDシリーズ「MASTER ARTIST」から）
- READY!!（◎）（アニメ「THE IDOLM@STER」及びCDシリーズ「ANIM@TION MASTER」から。PS3版のみ）
- SMOKY THRILL（※）（竜宮小町の楽曲として登場するが、S4Uモードおよび条件達成後のプロデュースモードで選択可能）
- 七彩ボタン（竜宮小町の楽曲として登場するが、S4Uモードおよび条件達成後のプロデュースモードで選択可能。PS3版のみ）
- Alice or Guilty（Jupiter専用曲）
- 恋をはじめよう（Jupiter専用曲）
- First Step（雪歩専用。条件を満たすと流れ、ステージでは使用できない）
- Little Match Girl（Xbox 360版DLC第1弾から配信。予約者限定の楽曲。PS3版では初期収録）
- Honey Heartbeat（※）（Xbox 360版DLC第2弾から配信。PS3版では初期収録）
- 愛 LIKE ハンバーガー（Xbox 360版DLC第3弾から配信。PS3版では初期収録）
- きゅんっ！ヴァンパイアガール（Xbox 360版DLC第4弾、PS3版DLC第7弾から配信）
- L・O・B・M（◎）（Xbox 360版DLC第5弾、PS3版DLC第9弾から配信。CDシリーズ「MASTER SPECIAL」から）
- Colorful Days（Xbox 360版DLC第6弾、PS3版DLC第10弾から配信。SPから）
- I Want（Xbox 360版DLC第7弾、PS3版DLC第11弾から配信。CDシリーズ「MASTER ARTIST」から)
- オーバーマスター（◎）（Xbox 360版DLC第8弾、PS3版DLC第8弾から配信。SPから)
- 神SUMMER!!（PS3版DLC第1弾、Xbox 360版DLC第9弾から配信。テレビアニメから）
- ワールドイズマイン（PS3版DLC第1弾から配信。初音ミク専用曲。衣装「ミクオリジナル」の購入が必要）
- 自分REST@RT（※）（PS3版DLC第2弾、Xbox 360版DLC第10弾から配信。テレビアニメから）
- 神さまのBirthday （PS3版DLC第2弾、Xbox 360版DLC第10弾から配信。CDシリーズ「MASTERWORK」およびL4Uから）
- マリオネットの心（PS3版DLC第3弾、Xbox 360版DLC第11弾から配信。テレビアニメから）
- ALIVE（PS3版DLC第3弾から配信。日高愛専用。衣装「876プロ★キュート愛」の購入が必要。DSから）
- CHANGE!!!!（※）（PS3版DLC第4弾、Xbox 360版DLC第12弾から配信。テレビアニメから）
- メルト（PS3版DLC第4弾から配信。初音ミク専用曲。衣装「ミクアペンド」の購入が必要）
- Brand New Day!（PS3版DLC第5弾、Xbox 360版DLC第13弾から配信。テレビアニメから）
- プリコグ （PS3版DLC第5弾から配信。水谷絵理専用曲。衣装「876プロ★クール絵理」の購入が必要。DSから）
- 私たちはずっと…でしょう？（※）（PS3版DLC第6弾、Xbox 360版DLC第14弾から配信。テレビアニメから）
- Dazzling World （PS3版DLC第7弾から配信。秋月涼専用曲。衣装「876プロ★コズミック涼」の購入が必要。DSから）
- ふるふるフューチャー☆（PS3版DLC第12弾から配信。CDシリーズ「MASTER ARTIST」から）
- 魔法をかけて！（PS3版DLC第13弾から配信。アーケード版から）
- エージェント夜を往く（PS3版DLC第14弾から配信。アーケード版から）
- 私はアイドル♥（PS3版DLC第15弾から配信。CDシリーズ「MASTERWORK」およびXbox 360版から）
- 思い出をありがとう（PS3版DLC第16弾から配信。Xbox 360版から）
- 9:02pm（PS3版DLC第17弾から配信。アーケード版から）
- ポジティブ！（PS3版DLC第18弾から配信。アーケード版から）

## PlayStation 3版
2011年7月21日にPlayStation 3版の発売が発表され、10月27日に発売された。PS3版のキャッチフレーズは「PS3ではじめてのアイマス。」「選んで、育てて、頼られて。ゲームでアイドルプロデュース」。
アニメDVD・BDと同時発売され、初回生産限定版「アニメもゲームもグラビアも！ アイマス@スペシャルBOX」にはアニメ第1巻のBD（初回生産限定版）、アニメBlu-ray全巻収納BOX、本作のオリジナルサウンドトラック、旬のアイドル応援マガジン「月刊アイグラ!!」と、PS3用ゲームソフト「アイドルマスター グラビアフォーユー！ 第1巻」が付属する。
本作のTVCMもアニメに合わせて放映されているが、著名な声優が起用されているのも特徴である。
- 第1弾「クラッシュデビルズ編」 - 千葉繁
- 第2弾「渾身のプロデュース編」 - 杉田智和
- 第3弾「今日からプロデューサー！編」 - 白石稔
- 第4弾「ウサミミと言ったらネ！編」 - 竹達彩奈

### Xbox 360版との相違点
アニメの1stオープニングテーマ『READY!!』が新たに収録されている。他にもXbox 360版でこれまでに配信されたDLCのうち、第3号までの内容の一部がはじめから収録されており、条件を満たせば使用できるようになる。そのうちのカタログ2号に含まれていた「ストリートホッパー」が、レッスンでの使用に対応した。
難易度も調整されており、初心者向けの「ノーマル」と、他機種版のプレイヤー向けの「ハイパー」を選べるようになっている。また、これまで衣装と楽曲がひとつしかなかった竜宮小町にも新衣装「プリンセスメロディ♪」と新曲「七彩ボタン」が用意された。
他、ジュピターが「ステージフォーユー!」モードで使用できるようになっており、ジュピターにも新衣装である「ヴァイスジュピター」が追加されている。
条件を満たすと新たなシナリオとしてストーリー中でジュピターに敗れ、入賞を逃した竜宮小町をプレイヤーが鍛え直し、『SP』『DS』に登場し、『SP』ストーリーモードの目的として設定されていた「アイドルアルティメイト」の頂点を目指すという内容のエクストラエピソードモードが追加されている。このモードでは律子を含む4人から1人を指導対象として選ぶことができるが、使用できる衣装と楽曲は「プリンセスメロディ♪」と「七彩ボタン」のみである。

### アイドルマスター グラビアフォーユー!
アイドル達に指示を出し、グラビア写真を保存することができるファンディスク。PS3版でのみ発表されている。撮影した写真はPS3経由で外部に書き出すことが可能となっている。
第1巻はPS3版の限定版に付属し、第2巻以降はアニメのBlu-ray限定版との同梱パッケージで販売される。各巻でテーマとカバーに描かれるアイドルが異なっており、カバーイラストはアニメ版に準拠した書き下ろしとなっている。また、第1巻に付属していた
「月刊アイグラ!!」の続刊が付属する。
第5巻では新たにPS3のモーションセンサーに対応し、新機能として写真のサイズ変更（版型の変更）を実装。撮影用ガイドライン表示やケラレ効果（ワイドでは効果が付けられない）の追加が可能になった。他に、第7巻では新たに日高愛、第8巻では水谷絵理、第9巻では秋月涼が撮影可能なモードがそれぞれ追加搭載されている。
2013年10月2日からPS3用に配信されている『im@s CHANNEL』用の追加アプリとしてダウンロード販売開始。VOL.1は『IM@S CHANNEL』本体と同時に配信開始、2巻以降は順次配信となる。第9巻のシステムが第1巻から適用されたものとなっている。

## DLC
本作でも、無印版・L4U・SPと同様にDLCの配信も開始される。無印版やL4Uとの相互性はなく、マイクロソフトポイント（PS3版はPlayStation Network）を使用して衣装や新曲などを購入するシステムである。詳しくは前作を参照。
また、毎回各アイドルをフィーチャーしたコンプリート特典が用意されている。

### Xbox 360版
- 創刊号 - 2011年2月24日配信。EXTEND衣装（スノーフレークリリパット、ザベストスクールメイト）2着（ザベストスクールメイトは2011年3月31日まで無料配信）、オリジナルデザイン衣装3着、新曲「Little Match Girl」（予約者限定）、アクセサリ4つ、プロデュース可能キャラ9人のゲーム内でのメールアドレス、765プロのアイドル（律子を含む）のアイコンパック。また、コンプリート特典として、創刊号のうち新曲とアイコンパックを除いたすべてのアイテムを購入すると、アクセサリー「ぴたっとハム蔵」がプレゼントされる。コンプリート特典の元ネタは響。
- 第2号 - 2011年4月1日配信。EXTEND衣装（ストリートホッパー）1着、オリジナルデザイン衣装3着、新曲「Honey Heartbeat」、アクセサリ8つ（うち4つは実績を解除する必要があり、マーケットプレイスからは購入できない）。また、コンプリート特典として、アクセサリー「クマちゃんスピーカー」がプレゼントされる。コンプリート特典の元ネタはやよい。
- 第3号 - 2011年4月28日配信。EXTEND衣装（バーガースケーター）1着[19]、オリジナルデザイン衣装3着、新曲「愛 LIKE ハンバーガー」、アクセサリ4つ、13人のちびキャラのアイコンパックとゲーム中で使用する「マニー」300000（一度適用すると、再度適用することは出来ない）。また、コンプリート特典として、第3号のうちマニー300000とアイコンパックを除いたすべてのアイテムを購入すると、アクセサリー「菊地レーシングフラッグ」がプレゼントされる。コンプリート特典の元ネタは真。
- 第4号 - 2011年6月1日配信。EXTEND衣装（マイディアヴァンパイア）1着、オリジナルデザイン衣装3着、新曲「きゅんっ！ヴァンパイアガール」、アクセサリ8つ（うち4つは実績を解除する必要があり、マーケットプレイスからは購入できない）、「マニー」300000＃2（一度適用すると、再度適用することは出来ない）。また、コンプリート特典として、マニー300000＃2以外のアイテムをすべて購入すると、アクセサリー「なると＠フェイスパック」がプレゼントされる。コンプリート特典の元ネタは貴音。
- 第5号 - 2011年7月1日配信。EXTEND衣装（765スクールミズギ、ビビッドビキニ）2着、オリジナルデザイン衣装3着、楽曲「L・O・B・M」、アクセサリ4つ、「マニー」300000＃3（一度適用すると、再度適用することは出来ない）、キャライラストのアイコンパック。また、コンプリート特典として、マニー300000＃3、アイコンパック以外のアイテムをすべて購入すると、アクセサリー「ウサちゃんスリッパ」がプレゼントされる。コンプリート特典の元ネタは伊織。
- 第6号 - 2011年7月29日配信。EXTEND衣装（カラフルバレリーナ）1着、オリジナルデザイン衣装3着、楽曲「Colorful Days」、アクセサリ8つ（うち4つは実績を解除する必要があり、マーケットプレイスからは購入できない）、「マニー」300000＃4（一度適用すると、再度適用することは出来ない）。また、コンプリート特典として、マニー300000＃4以外のアイテムをすべて購入すると、アクセサリー「春香さんのお料理道具」がプレゼントされる。コンプリート特典の元ネタは春香。
- 第7号 - 2011年9月1日配信。EXTEND衣装（パンキッシュゴシック）1着を『L4U!』『SP』から再録、オリジナルデザイン衣装3着、楽曲「I Want」、アクセサリ4つ、「マニー」300000＃5（一度適用すると、再度適用することは出来ない）。また、コンプリート特典として、マニー300000＃5以外のアイテムをすべて購入すると、アクセサリー「蒼き鳥のつばさ」がプレゼントされる。コンプリート特典の元ネタは千早。
- 第8号 - 2011年9月30日配信。EXTEND衣装（エクササイズウェアNEO）1着、オリジナルデザイン衣装3着、楽曲「オーバーマスター」、アクセサリ4つ、「マニー」300000＃6（一度適用すると、再度適用することは出来ない）。また、コンプリート特典として、マニー300000＃6以外のアイテムをすべて購入すると、アクセサリー「萩原組ヘルメット」がプレゼントされる。コンプリート特典の元ネタは雪歩。なお、EXTEND衣装はレッスンでの使用にも対応している。
- 第9号 - 2011年10月27日配信。内容はPS3版創刊号と同じで、初音ミク関係のDLCが含まれないこと、「マニー」が300000＃7（一度適用すると、再度適用することは出来ない）しかないこと、無料のアクセサリーが無いこと、アクセサリーのパッケージが配信されないことが異なる。
- 第10号 - 2011年11月30日配信。内容はPS3版第2号と同じで、600000マニー、無料アクセサリ、追加おまもり、追加ステージ、衣装とアクセサリのパッケージが配信されない。
- 第11号 - 2011年12月23日配信。内容はPS3版第3号と同じで、600000マニー、「鏡餅オンザヘッド」（「マリオネットの心」購入特典）以外の無料アクセサリ、追加ステージ、衣装とアクセサリのパッケージ、日高愛の関連コンテンツが配信されない。
- 第12号 - 2012年2月1日配信。内容はPS3版第4号と同じで、600000マニー、無料アクセサリ、追加ステージ、追加おまもり、衣装とアクセサリのパッケージ、初音ミクの関連コンテンツが配信されない。
- 第13号 - 2012年3月1日配信。内容はPS3版第5号と同じで、600000マニー、無料アクセサリ、衣装とアクセサリのパッケージ、水谷絵理の関連コンテンツが配信されない。
- 第14号 - 2012年3月30日配信。内容はPS3版第6号と同じで、600000マニー、無料アクセサリ、追加ステージ、追加お守り、衣装とアクセサリのパッケージが配信されない。Xbox 360版DLCの最終号。[20]

### PlayStation 3版
- 創刊号 - 2011年10月27日配信。DLCとして「ミクオリジナル」が配信。このコンテンツをダウンロードすると、EXTEND衣装として初音ミクの衣装追加が行われるほか、ゲーム本編にもフェスの対戦相手としてミク本人が登場するようになる[21]。ミクの持ち歌には「ワールドイズマイン」が用意される。他にEXTEND衣装として「アイドル＠スクール」と「セーラーミズギ」、色違い衣装が3着とアクセサリー5つ（うち1つは無料で、コンプリート特典の対象外）、メールアドレスとマニー30万、60万、テレビアニメの第5話で使用された「神SUMMER!!」が配信。なお、色違い衣装、アクセサリー、メールアドレスは個別にダウンロードすることもできるが、新たにひとまとめのパッケージ版も用意される。コンプリート特典は「おにぎりヘッド」で、元ネタは美希。
- 第2号 - 2011年11月30日配信。EXTEND衣装として「ホーリーナイトギフター」、色違い衣装3着とアクセサリー10個（うち1つは無料で、コンプリート特典の対象外。また、4つはトロフィー獲得が必要）、ステージ「スウィートクリスマス」、マニー30万、60万、「神さまのBirthday」とテレビアニメ第13話で使用された「自分REST@RT」が配信。創刊号同様、色違い衣装とアクセサリにはパッケージ版が用意される。コンプリート特典は「あずさの結婚首輪」。
- 第3号 - 2011年12月23日配信。追加衣装として「ワイヤードマリオネット」と色違い衣装3つ、アクセサリー6つ（うち2つは無料で、コンプリート特典の対象外。また、1つは「マリオネットの心」の購入特典）、テレビアニメ第13話で美希が歌った「マリオネットの心」が配信される。また、スペシャルアイドルとして「876プロ★キュート愛」が配信される。このDLCを購入するとステージフォーユーモードやフェスの対戦相手に『DS』のキャラクターである日高愛が登場する。また、『DS』のパッケージイラストで愛が着ている衣装を765プロのアイドル達も着られるようになる。愛の持ち歌には『DS』本編でも使用された専用の「ALIVE」のほか、「GO MY WAY!!」を選ぶことができる。なお、愛はミクと違ってEXTEND衣装を着ることができるが、EXTEND衣装の使用には12月20日配信のアップデートを適用する必要がある[22]。マニーやメールアドレスの配信は1号と同じ。コンプリート特典は「亜美＆真美のパペット」で、真美の手製であるとされている。
- 第4号 - 2012年2月1日配信。追加衣装として「チェンジ2MYカラー」と色違い衣装3つ、アクセサリー10個（うち1つは無料で、コンプリート特典の対象外。また、4つはトロフィー獲得が必要）、ステージ「UFOスペース」、テレビアニメ第2オープニング「CHANGE!!!!」が配信。また、創刊号のスペシャルアイドルである初音ミクのアペンド衣装「ミクアペンド」も配信、購入するとミクの衣装の変更が可能になる。ただし、ミクの衣装の変更には、最新版のパッチの適用が必要[23]。この衣装は765プロのアイドルたちも着用可能。また、ミク専用の楽曲「メルト」が使用可能になる。マニーやメールアドレスの配信は1号と同じ。コンプリート特典は「ひっつき亜美真美ちゃん」。
- 第5号 - 2012年3月1日配信。追加衣装として「スクールガールウェア」「765学園ジャージ」と色違い衣装3つ、アクセサリー5つ（うち1つは無料で、コンプリート特典の対象外）、テレビアニメ第16話で響が歌ったエンディング「Brand New Day!」が配信。また、スペシャルアイドルとして「876プロ★クール絵理」が配信される。このDLCを購入するとステージフォーユーモードやフェスの対戦相手に『DS』のキャラクターである水谷絵理が登場する。この衣装は765プロのアイドル達も着用可能。絵理の持ち歌には専用曲「プリコグ」のほか、「shiny smile」を選ぶことができる。マニーやメールアドレスの配信は1号と同じ。コンプリート特典は「アナザー律っちゃんメガネ」。
- 第6号 - 2012年3月30日配信。追加衣装としてテレビアニメ第25話のライブ衣装「フォーエバースター☆☆☆」と色違い衣装3つ、アクセサリー10個（うち1つは無料で、コンプリート特典の対象外。また、4つはトロフィー獲得が必要）、ステージ「エターナルビッグツリー」、テレビアニメ第25話挿入歌「私たちはずっと…でしょう？」が配信。マニーやメールアドレスの配信は1号と同じ。コンプリート特典は「小鳥さんの艶ぼくろ」。
- 第7号 - 2012年4月27日配信。衣装・アクセサリ・楽曲などはXbox 360版第4号と同じだが、無料アクセサリが1つ追加されている。また、スペシャルアイドルとして「876プロ★コズミック涼」が配信される。このDLCを購入するとステージフォーユーモードやフェスの対戦相手に『DS』のキャラクターである秋月涼が登場する。この衣装は765プロのアイドル達も着用可能。涼の持ち歌には専用曲「Dazzling world」のほか、「キラメキラリ」を選ぶことができる。マニーやメールアドレスの配信は1号と同じ。コンプリート特典はXbox 360版創刊号と同じ響のペット「ぴたっとハム蔵」。
- 第8号 - 2012年6月1日配信。楽曲とコンプリート特典およびアクセサリ（妖精さんセット）以外はPS3版オリジナル。追加衣装として「ドレッシーアリス」と色違い衣装3つ、アクセサリー8個（うち4つはトロフィー獲得が必要）が配信。楽曲はXbox 360版第8号と同じ「オーバーマスター」だが、クインテット対応になっている。マニーやメールアドレスの配信は1号と同じ。コンプリート特典はXbox 360版第2号と同じやよいのトレードマーク「くまちゃんスピーカー」。
- 第9号 - 2012年6月29日配信。衣装・アクセサリ・楽曲などはXbox 360版第5号と同じ。追加衣装に「キューティインセクト」が増えており、楽曲の「L･O･B･M」がクインテット対応になっている。マニーやメールアドレスの配信は1号と同じ。コンプリート特典はXbox 360版第3号と同じ「菊地レーシングフラッグ」。
- 第10号 - 2012年8月2日配信。色違い衣装以外はXbox 360版第6号と同じ。ただし、妖精さんセットは第8号で配信済みで、追加衣装に「765シロスクールミズギ」が増えている。色違い衣装はPS3オリジナル。マニーやメールアドレスの配信は1号と同じ。コンプリート特典もXbox 360版第6号と同じ「春香さんのお料理道具」。
- 第11号 - 2012年8月30日配信。色違い衣装はXbox 360版第6号と、楽曲はXbox 360版第7号と同じ「I Want」。追加衣装「フルブルーム浴衣ドレス」と「小悪魔のミズギ」、アクセサリ4種はPS3オリジナル。マニーやメールアドレスの配信は1号と同じ。コンプリート特典はXbox 360版第4号とおなじ、貴音の「なると＠フェイスパック」。
- 第12号 - 2012年9月27日配信。色違い衣装と楽曲以外はXbox 360版第8号と同じ。楽曲は「ふるふるフューチャー☆」。色違い衣装はPS3オリジナル。マニーやメールアドレスの配信は1号と同じ。コンプリート特典はXbox 360版第5号とおなじ、伊織の「ウサちゃんスリッパ」。
- 第13号 - 2012年11月1日配信。色違い衣装はXbox 360版第7号と同じ。楽曲は「魔法をかけて！」。追加衣装「ハロウィントリッカー」、アクセサリ4種はPS3オリジナル。マニーやメールアドレスの配信は1号と同じ。コンプリート特典はXbox 360版第7号とおなじ、千早の「蒼き鳥のつばさ」。
- 第14号 - 2012年11月30日配信。今回はコンプリート特典以外PS3オリジナル。追加衣装として「スターライトエージェント」と色違い衣装3つ、アクセサリー4個。楽曲は「エージェント夜を往く」。マニーやメールアドレスの配信は1号と同じ。コンプリート特典はXbox 360版第8号とおなじ、雪歩の「萩原組ヘルメット」。
- 第15号 - 2012年12月21日配信。色違い衣装はXbox 360版第8号と同じで他はPS3オリジナル。追加衣装として2012年6月に行われた7th ANNIVERSARY LIVEで使用されたのと同じ衣装「プリマコンツェルト♪」とアクセサリ4種。楽曲は「私はアイドル♥」。マニーやメールアドレスの配信は1号と同じ。コンプリート特典は社長が社員募集のために考案した「765プロのぼり」。
- 第16号 - 2013年2月21日配信。追加衣装として「カーディガンスクーラー」と「トラディショナルメイド」、アクセサリ5種（うち1個は無料）。色違い衣装は無し。楽曲は「思い出をありがとう」。コンプリート特典は765プロのエンブレムがモチーフの「エンジェルバングル」。
- 第17号 - 2013年4月25日配信。追加衣装として「ブライトイーグレット」と「エキゾチックチャイナ」、アクセサリ5種（うち1個は無料）。色違い衣装は無し。楽曲は「9:02pm」。コンプリート特典は「765プロ社内用スリッパ」。
- 第18号 - 2013年6月27日配信。追加衣装として「POPレインドロップ」と「グランプリクィーン」と色違い衣装1種（『MILLION LIVE!』のステージ衣装と同じもの）、アクセサリ5種（うち1個は無料）。楽曲は「ポジティブ！」。コンプリート特典は「765プロバッジ」。PS3用DLCの最終号。

## CD

### MASTER ARTIST 2 シリーズ
前作で好評だった「MASTER ARTISTシリーズ」の2版。

### ANIM@TION MASTER 生っすかSPECIALシリーズ
DLCで配信された曲が収録されたCDシリーズ。

### Jupiter
2011年11月23日発売。961プロの男性ユニット「Jupiter」のミニアルバム。

### MASTER BOX VIII
2013年2月10日開催のライブイベント『THE IDOLM@STER MUSIC FESTIVAL OF WINTER!!』の会場限定CD。2枚組。
今作から登場した楽曲のうち、「The world is all one !!」「MEGARE!」「きゅんっ！ヴァンパイアガール」「愛 LIKE ハンバーガー」「Honey Heartbeat」「Little Match Girl」の6曲のゲームバージョン12人分とカラオケの全78曲を収録している。

### シングルCD
「The world is all one !!」
2011年2月9日発売。歌は765PRO ALLSTARS。
「SMOKY THRILL」
2011年2月9日発売。歌は竜宮小町。

## 漫画
アイドルマスター2 眠り姫
電撃大王にて2011年4月号（2月26日）から2012年4月号まで連載。作者は茜虎徹。メインキャラクターは如月千早。全2巻。
1. 2011年12月17日発売 特装版 ISBN 978-4048861533 / 通常版 ISBN 978-4048861526
特装版にはドラマCDが付属。出演は千早（今井麻美）・貴音（原由実）・真（平田宏美）・亜美・真美（下田麻美）・プロデューサー（浅沼晋太郎）。
2. 2012年4月27日発売 ISBN 978-4048864978

アイドルマスター2 Colorful Days
電撃マオウにて2011年4月号から2013年2月号まで連載。作者はしゅー。メインキャラクターは特に置かれておらず、1話ごとにメインとなるアイドルが変わる。プロデューサーは最終話ラストシーンにのみ登場するが顔は社長のセリフに隠されてわからない。全3巻。
1. 2011年10月27日発売 ISBN 978-4048861106 帯コメントは長谷川明子
2. 2012年10月27日発売 ISBN 978-4048910538
3. 2013年3月27日発売 ISBN 978-4048914659

アイドルマスター2 The world is all one!!
電撃G's magazineにて2011年4月号から2014年5月号まで連載。作画は祐佑が担当。メインキャラクターは天海春香、萩原雪歩、我那覇響。全5巻。
1-2巻には祐佑が担当したテレビアニメ第14話・第16話・第18話・第19話の絵コンテが掲載されている。全ての巻のカバー裏に舞台裏コーナーとして本編のネームや下書き等のおまけが掲載されている。
1. 2011年11月26日発売 ISBN 978-4-04-870988-0 帯コメントは中村繪里子
2. 2012年10月27日発売 ISBN 978-4-04-886720-7 帯コメントは浅倉杏美
3. 2013年3月27日 発売 ISBN 978-4-04-891355-3 帯コメントは沼倉愛美
4. 2013年10月26日発売 ISBN 978-4-04-891924-1 帯コメントは若林直美
5. 2014年4月26日 発売 ISBN 978-4-04-866535-3 帯コメントは中村繪里子